# Pinacosaure
El pinacosaure (Pinacosaurus) és un gènere de dinosaure ancilosaure que va viure del Santonià superior al Campanià superior, al Cretaci superior, fa entre 80 i 75 milions d'anys. Les seves restes fòssils s'han trobat a Mongòlia i a la Xina.